# ولاية نغارتشيلونغ

علم منطقة نغارتشيلونغ

العلم السابق لمنطقة نغارتشيلونغ

نغارتشيلونغ (بالأنكليزية:Ngarchelong) هي أحد ولايات جمهورية بالاو. تقع نغارتشيلونغ في الطرف الشمالي من جزيرة بابلداوب. فقط ولاية كايانغيل تعد الأبعد شمالا. تعتبر نغارتشيلونغ موقع تاريخي مهم تشهد الحفريات الأثرية على ذلك.
في نغارتشيلونغ موقع للكتل الحجرية القديمة والتي تعتبر غامضة الأصل. ديانة بالون هي الديانة التقليدية في نغارتشيلونغ وتعتبر هذه كتل الحجر كما الأرض المقدسة للصلاة. هناك كتل حجرية أخرى تقع داخل وحول الجزر.
يبلغ عدد سكان الولاية أقل قليلا من 500 شخص، مما يجعلها خامس أكبر ولاية سكاناً من أصل 16 ولاية، على الرغم من أنها تأتي في المرتبة الثالثة عشرة من حيث المساحة (10 كيلومتر مربع).
تعتبر قرية مينجيلانج بمثابة عاصمة للولاية، وتقع نحو الجنوب. وتعتبر مع قرية أولي من المراكز السكانية الرئيسية في الولاية.